# Río Pee Dee
El río Pee Dee es un río de la vertiente Atlántica de los Estados Unidos que discurre por los estados de Carolina del Norte y del Sur.
Emana como el río Yadkin en la cordillera Blue, al noroeste de Carolina del Norte, fluyendo al sureste dentro de la bahía Winyah cerca de Georgetown. Recorre una longitud total de 375 km y es navegable en su parte baja en un tramo de 145 km.